# SEPTEMBER (竹内まりやの曲)
「SEPTEMBER」（セプテンバー）は、竹内まりやの楽曲。1979年8月21日にRCA（現：ソニー・ミュージックレーベルズ）より3枚目のシングルとして発売された。

## 概要
本作のシングル・レコードはオリコンチャートで累計10.4万枚のセールスであったが、TOP100圏内に半年近くチャートインし続けるロングセールスとなった。このヒットにより、1979年12月末の「第21回日本レコード大賞」では新人賞を獲得した。
A面収録の「SEPTEMBER」のコーラスアレンジはクレジット上ではEPOとなっているが、これは彼女を翌1980年にデビューさせるための社内世論形成を狙ったもので、実際は担当プロデューサーの宮田茂樹によるヘッドアレンジだった。またコーラスの女声部をEPOが、男声部を宮田がそれぞれ歌っている。
B面収録の「涙のワンサイデッド・ラヴ」は、もともと竹内がセカンド・アルバム用に書いたオリジナルで、作詞・作曲を竹内本人が、編曲は後に公私に渡りパートナーとなる山下達郎が担当している。

## 収録曲
1. SEPTEMBER
作詞：松本隆／作曲・編曲：林哲司
  - コーラスアレンジ：EPO
  - コーラス：EPO・宮田茂樹
2. 涙のワンサイデッド・ラヴ
作詞・作曲：竹内まりや／編曲：山下達郎
  - コーラス：山下達郎・吉田美奈子

## 収録アルバム
September
- LOVE SONGS
- VIVA MARIYA!!
- RE-COLLECTION
- Best Pack
- Souvenir 〜 Mariya Takeuchi Live
- Expressions

涙のワンサイデッド・ラヴ
- VIVA MARIYA!!
- RE-COLLECTION
- Best Pack
- Morning Glory
- Expressions

## カバー
SEPTEMBER
- かとうれいこ - ビデオ（レーザーディスク）『恋ばかりしてバッカみたい かとうれいこライヴツアー91』（1991年12月16日発売）に収録。
- TiA - 配信限定シングル（2011年9月21日）。
- 稲垣潤一 - カバーアルバム『男と女4 -TWO HEARTS TWO VOICES-』（2013年10月23日）に収録。デュエットでEPOが参加している。
- 原田知世 - カバーアルバム『恋愛小説2 -若葉のころ』（2016年5月11日発売）に収録[5]。
- 宮本浩次 - カバーアルバム『ROMANCE』（2020年11月18日）の初回限定盤ボーナスCDに収録。2021年7月発売の松本隆トリビュートアルバム『風街に連れてって！』にも同じく同曲のカバーが収録[6]。